# Генрих Лев
Ге́нрих Лев (нем. Heinrich der Löwe, 1129, Равенсбург — 6 августа 1195, Брауншвейг) — монарх из династии Вельфов, герцог Саксонии в 1142—1180 годах (под именем Генриха III) и Баварии в 1156—1180 годах (под именем Генриха XII). Сын герцога Саксонского и Баварского Генриха Гордого (ок. 1108 — 20 октября 1139 года) и Гертруды Супплинбургской (18 апреля 1115 — 18 апреля 1143), дочери императора Лотаря II.

## Биография
После смерти в 1137 году деда по материнской линии, императора Лотаря II, отец Генриха Льва Генрих Гордый унаследовал, в дополнение к имевшимся герцогству баварскому и обширным владениям в Италии, ещё и Саксонское герцогство, став таким образом могущественнейшим из имперских князей. Однако противники Вельфов на досрочном сейме в 1138 году избрали королём Конрада III Гогенштауфена. Тот сразу же потребовал у Генриха Гордого отказа от одного из двух германских племенных герцогств. Генрих не согласился, и в ответ Конрад лишил его обоих герцогств, передав Саксонию Альбрехту Медведю, а Баварию — своему брату по матери Леопольду Австрийскому. Однако в Саксонии, где Генрих Гордый обладал множеством личных владений, и где большинство вассалов поддерживали его, он успешно противостоял назначенцу короля Альбрехту Медведю.
Внезапная смерть в 1139 году Генриха Гордого не помогла его противникам. Десятилетний Генрих Лев попал под опеку своей бабки, вдовы Лотаря II, Рихензы. Она возглавила сопротивление в Саксонии, а его дядя Вельф VI — на юге страны. В итоге в 1142 году на съезде князей Альбрехт отказался от титула герцога Саксонии в пользу юного Генриха Вельфа. В свою очередь Генрих отказался от претензий на Баварию (его дядя Вельф VI не признал это решение и от своего имени продолжил борьбу).
В 1147 году Генрих Лев вместе с Альбрехтом Медведем возглавил крестовый поход на восток против славян, окончившийся неудачей.

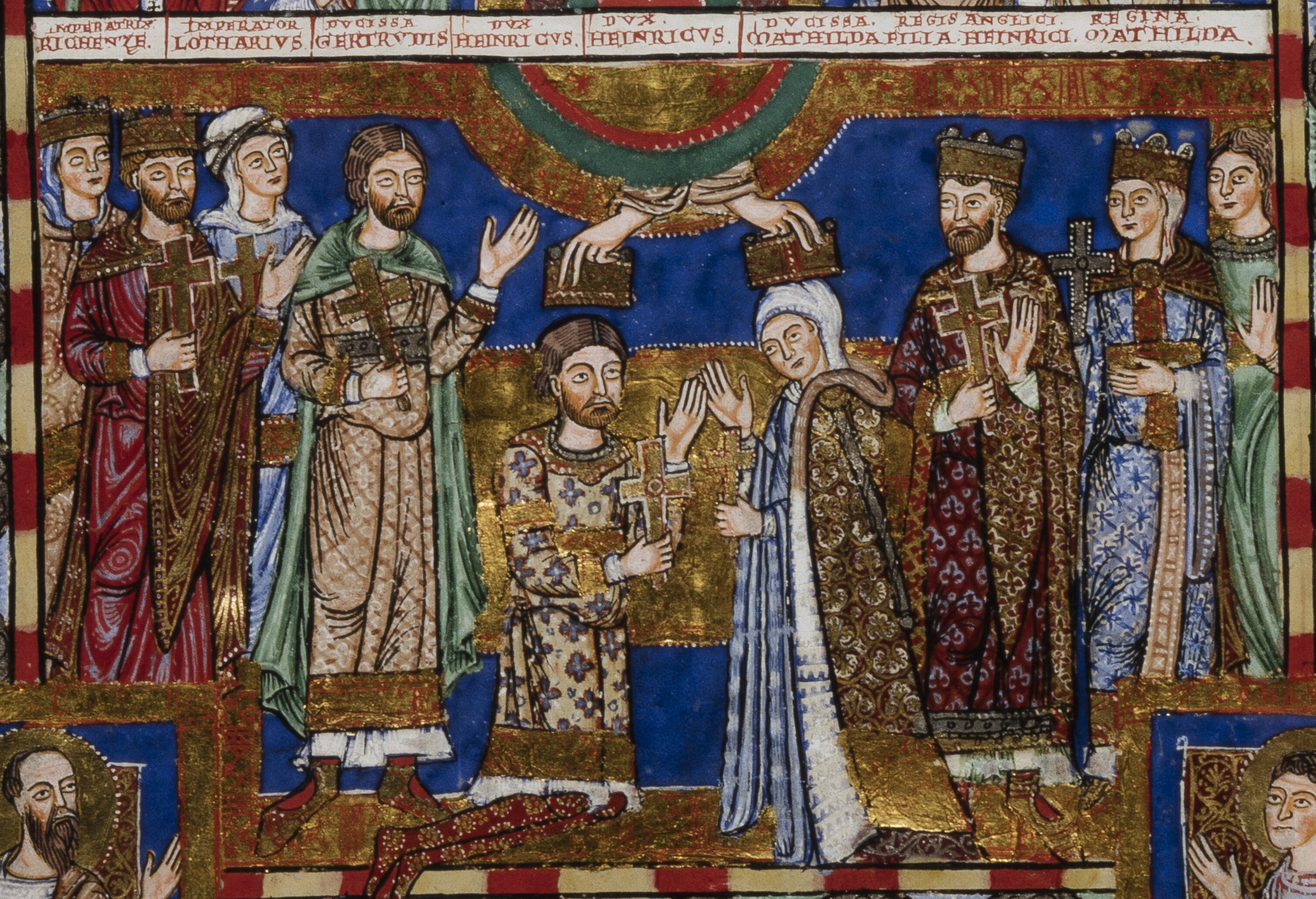
Генрих Лев и Матильда

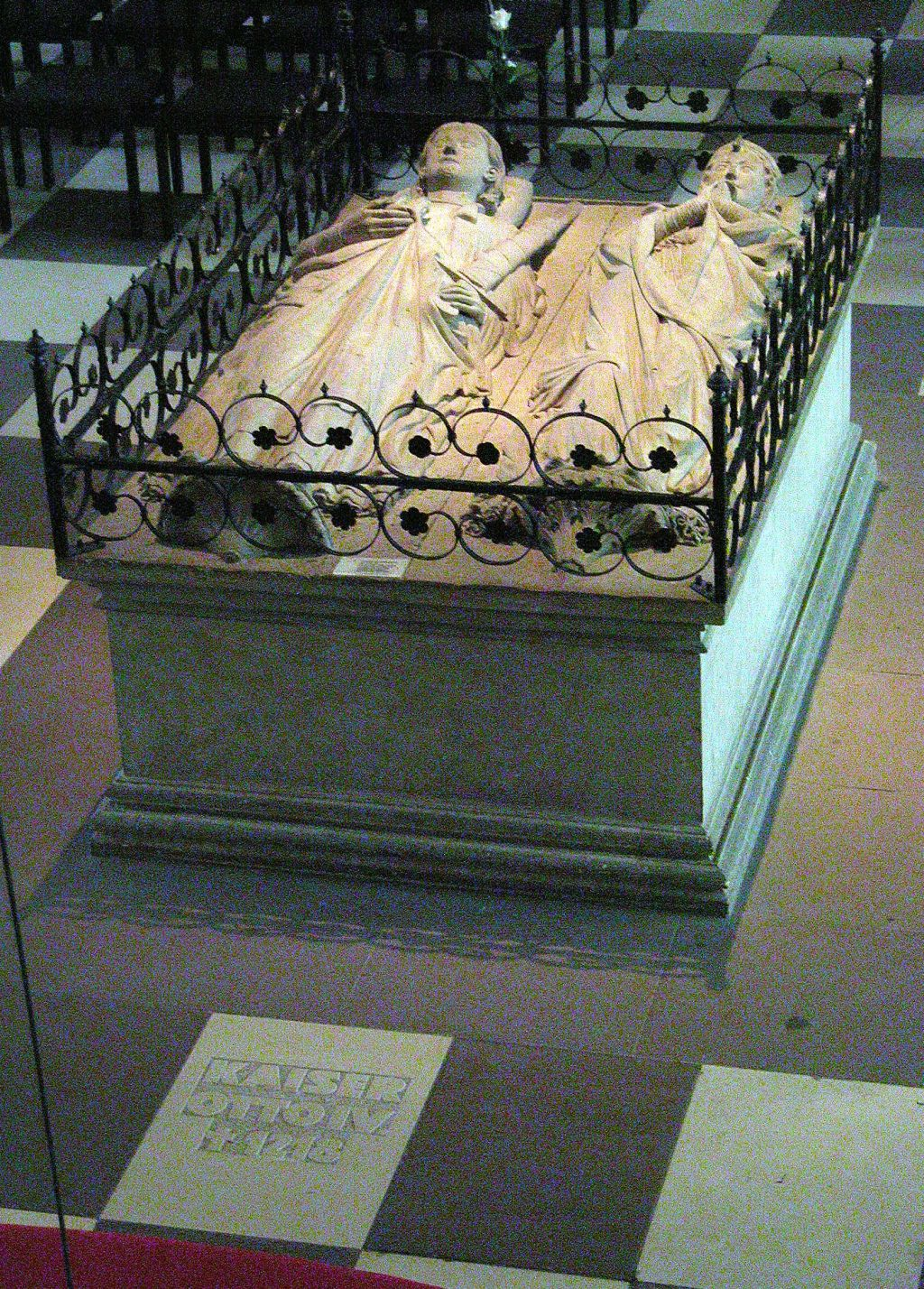
Надгробный памятник Генриха Льва и Матильды в Брауншвейгском соборе

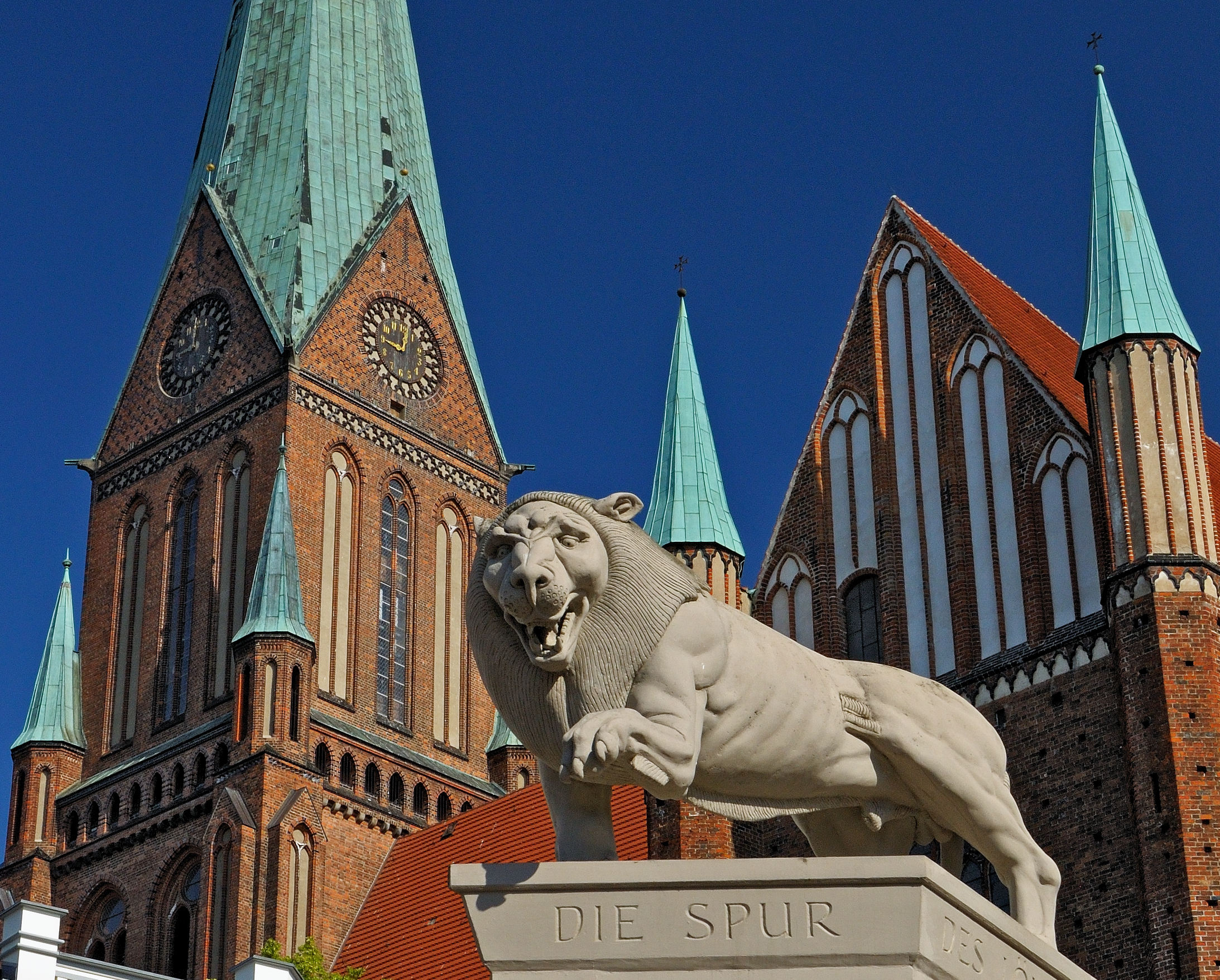
Памятник Генриху Льву возле Собора в Шверине

В том же году Генрих женился на Клеменции, принцессе из дома Церингенов, получив в качестве приданого Баденвайлер в Швабии. Вскоре Генрих уступил Баденвайлер Фридриху Барбароссе, получив взамен некоторые владения в Саксонии, примыкавшие к его наследственным землям.
В результате последующих походов на восток, начиная с 1160 года Генрих Лев захватил почти всю территорию бодричей и стал владетелем огромной территории к востоку от Эльбы.
В 1168 году Генрих Лев женился на Матильде, дочери английского короля Генриха II и Элеоноры Аквитанской.
Усиление Вельфа вызвало резкий конфликт между ним и императором Фридрихом I Барбароссой. Когда Генрих Лев отказался от участия в походе императора в Италию, Фридрих организовал над ним судебный процесс (1180 год). В результате Генрих Лев лишился большинства своих владений. Герцогство Саксония было разделено между архиепископом Кёльнским, получившим Вестфалию, и Бернхардом Ангальтским, сыном Альбрехта Медведя, которому досталась Восточная Саксония. Герцогство Бавария досталось Оттону фон Виттельсбаху. В руках Генриха остались только Брауншвейг и Люнебург, а сам он, до смерти императора, был вынужден скрываться у тестя.
В конце февраля 1194 года на узкой горной тропе в горах Гарц близ Бодфельда, когда герцог направлялся в Заальфельд (Тюрингия), чтобы встретиться с императором, он упал с лошади и получил серьёзную травму ноги. Генрих Лев лечился в аббатстве Валькенрид (Саксония) до середины марта 1194 года, когда встретился с императором Генрихом VI в пфальце Тилледа в горах Кифхойзер (к юго-востоку от Гарца) и получил от него новое подтверждение своих владений. Пробст Герхард фон Штетербург присутствовал на этих переговорах и поддерживал герцога. Состояние Генриха Льва стало ухудшаться с Пасхи 1195 года. Отныне герцог страдал постоянной болью в травмированной ноге, а с начала лета ещё и кишечным заболеванием (вероятно, дизентерией). В осознании грядущей смерти он послал гонцов к своему старшему сыну Генриху Длинному и к старому другу и исповеднику епископу Исфриду фон Ратцебургу, который отпустил ему грехи и соборовал герцога 2 августа 1195 года. Генрих Лев умер 6 августа 1195 года в возрасте 66 лет в Брауншвейге.

Владения Вельфов во времена правления Генриха Льва.

Родовые владения Генриха Льва на карте герцогства Саксония

## Брак и дети
Первая супруга — с ок. 1148/1149 (развод 23 ноября 1162 года) Клеменция (ум. 1173/1175), дочь Конрада, герцога Церингена, и Клеменции Намюрской. Она вторым браком в 1164 году вышла замуж за Гумберта III, графа Савойи и Морьенна. Дети:
- - Генрих (ум. ребёнком)
  - Гертруда (ок. 1155 — 1 июля 1197); 1-й муж: с 1166 Фридрих IV (1145 — 19 августа 1167), герцог Швабии и граф Ротенбурга с 1152; 2-й муж: с февраля 1177 Кнуд VI (ок. 1162 — 2 ноября 1202), король Дании с 1182
  - Рихенза (ум. до 1 февраля 1168)

Вторая супруга — с 1 февраля 1168 года (Минден, кафедральный собор) Матильда Плантагенет (6 января 1156 — 28 июня 1189), дочь Генриха II, короля Англии, и герцогини Алиеноры Аквитанской.
Дети:
- - Рихенза (1172 — 13 января 1209/1210); 1-й муж: с 1189 Жоффруа III (ум. 27 марта или 5 апреля 1202), граф Перша; 2-й муж: с 1204 Ангерран III (ум. 1243), сеньор де Куси
  - Генрих V Старший (ок. 1173/1174 — 28 апреля 1227), пфальцграф Рейнский 1195—1212, герцог Брауншвейг-Люнебурга 1213
  - Лотарь (ок. 1174/1175 — 15 октября 1190)
  - Оттон IV Брауншвейгский (ок. 1176/1177 — 19 мая 1218), граф Пуатье 1196—1198, король Германии с 9 июня 1208, император Священной Римской империи с 4 октября 1209
  - сын (июль/декабрь 1182 — в млад.)
  - Вильгельм Толстый (1184 — 12 декабря 1213), герцог Люнебурга

Также от дочери Готфрида, графа Блискастеля, Генрих Лев имел незаконнорождённую дочь:
- Матильда (до 1164 — до 1219); муж: ранее 30 декабря 1178 Генрих Борвин I (ок. 1150 — 28 января 1227), князь Мекленбурга

Потомками Генриха Льва по мужской линии были российский император Иоанн Антонович и короли Великобритании из Ганноверской династии, включая королеву Викторию.

## Кинематограф
- «Барбаросса» (Италия, 2009). В роли Генриха Льва — Алин Олтяну.